# Hanahan
Hanahan è un comune degli Stati Uniti d'America, situato in Carolina del Sud, nella Contea di Berkeley.